# Arquitectura visigoda

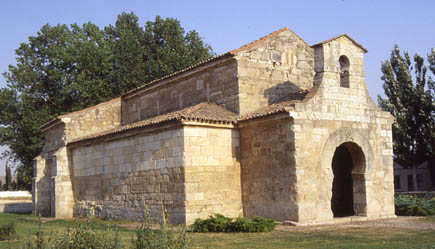
Iglesia de San Juan de Baños. (Baños de Cerrato, Palencia)

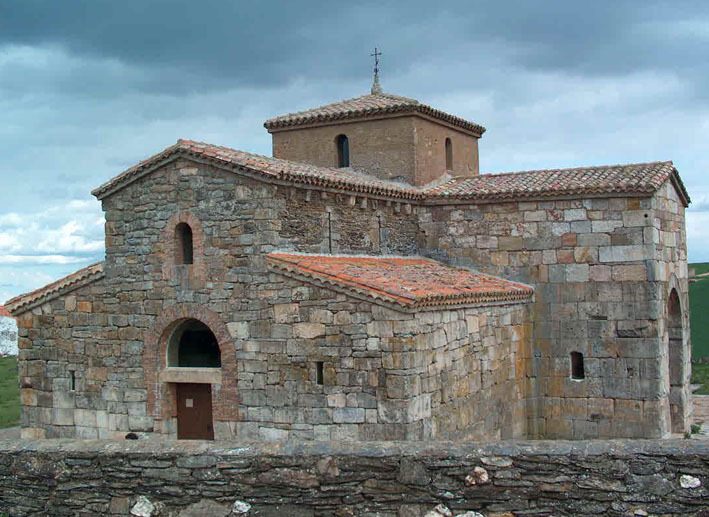
Iglesia de San Pedro de la Nave (El Campillo, término municipal de San Pedro de la Nave-Almendra, en la provincia de Zamora, España).

La arquitectura visigoda se originó en el reino visigodo. Después de las devastaciones que en los primeros años del siglo V sufrió la península ibérica por las oleadas de vándalos, alanos, suevos y visigodos que la invadieron, quedó al fin relativamente sosegada con la dominación de estos últimos a partir del año 507 y más todavía cuando en el 589 se realizó la conversión de los visigodos arrianos al catolicismo con Recaredo, su monarca. A mediados del siglo VI llegaron a Hispania legiones imperiales de Constantinopla con objeto de ayudar y afirmar en su trono al rey Atanagildo y posesionándose de algunas plazas en las costas de Levante y Mediodía, las retuvieron por más de medio siglo (552-615) con su obligado acompañamiento de artistas bizantinos contribuyendo de esta suerte a reforzar los elementos orientales que ya formaban parte del caudal artístico de los godos.
Consta, por testimonios fidedignos de aquella época, la existencia de magníficas iglesias en España, desde los últimos años del siglo VI hasta la invasión sarracena:
- San Gregorio de Tours (siglo VI) dice de la iglesia de San Martín de Orense que era cosa admirable, miro opere expedita;
- Isidoro Pacense (siglo VIII) califica de obras maravillosas y elegantes las construcciones de Wamba, en Toledo;
- Pablo el Diácono (de Mérida, siglo VIII) elogia la iglesia de Santa Eulalia y el baptisterio de San Juan de Mérida, cubiertos de pinturas;
- San Eulogio de Córdoba (siglo IX) encomia las iglesias que fueron de Santa Leocadia, en Toledo y de San Félix en Córdoba.

Por el tesoro de Guarrazar (Toledo) del siglo VII y por las inscripciones que se conservan de la misma época se demuestra con evidencia el gran influjo que el arte visigodo había recibido del septentrional y del bizantino y el adelanto al que habían llegado las artes suntuarias en España, lo cual da derecho a inferir que no les iría a la zaga la arquitectura.
Los pocos restos de construcciones visigodas que, salvando el paso de los siglos y las terribles vicisitudes que experimentó el solar español, han podido llegar hasta nosotros demuestran que la España visigoda poseía un arte propio y nacional distinto del de otros países por lo menos desde la época de Recaredo. No constan con certeza edificios visigodos o ruinas de ellos anteriores a su reinado.

## Elementos

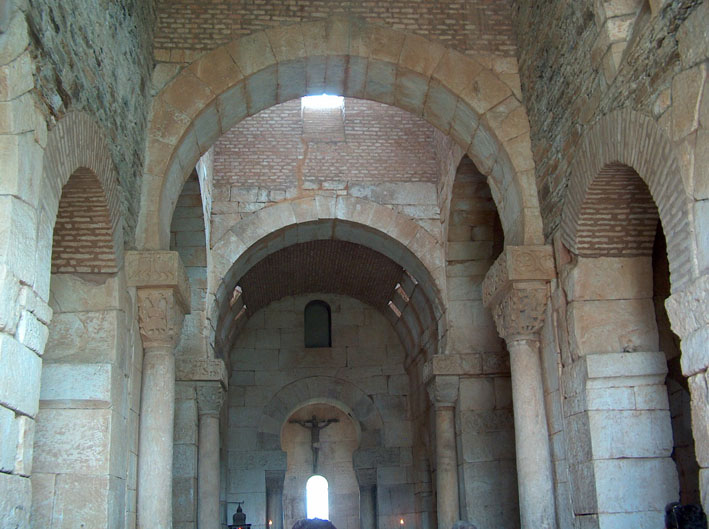
Iglesia de San Pedro de la Nave.

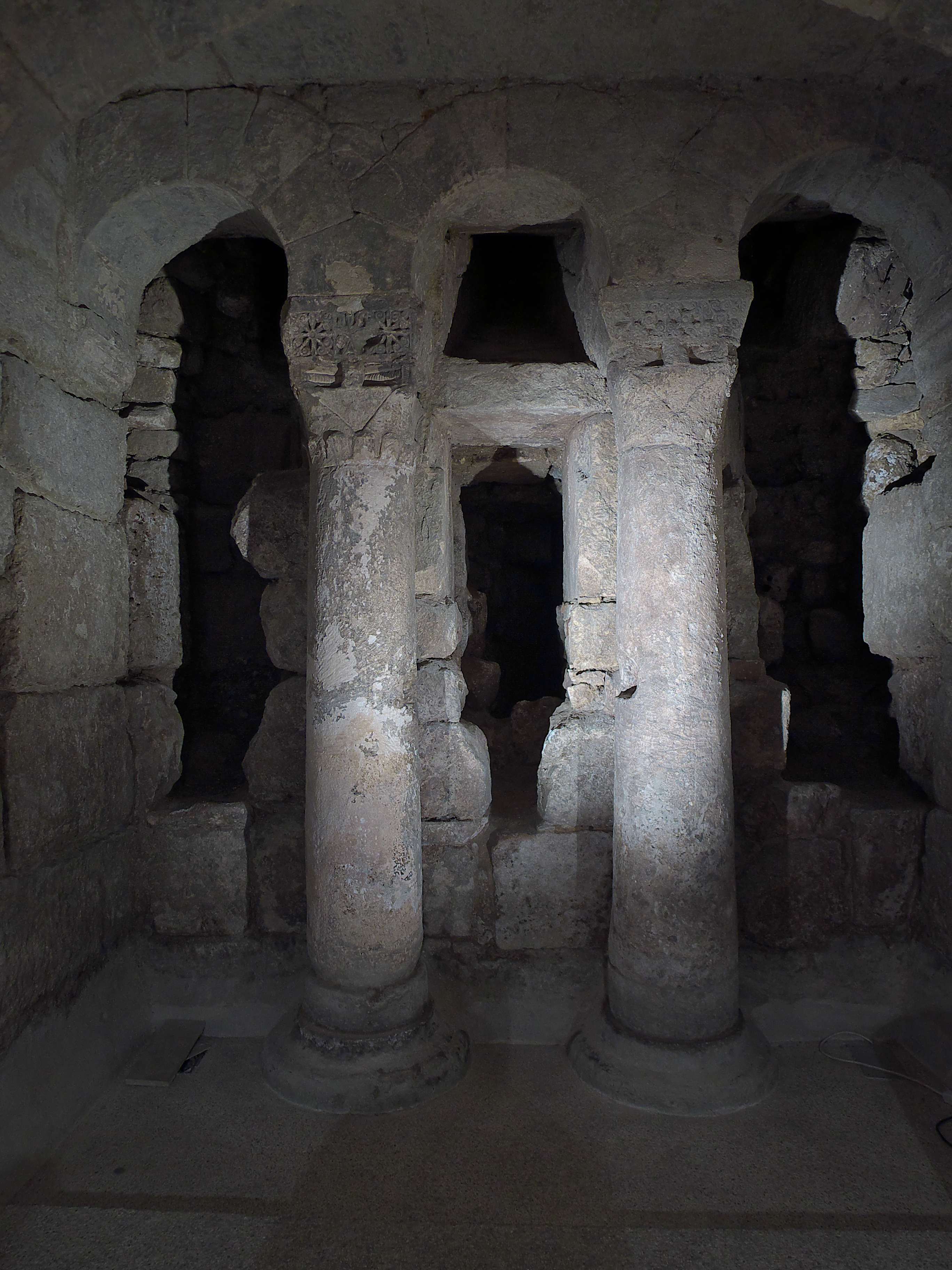
Cripta de San Antolín en la catedral de Palencia.

Los principales elementos componentes de la arquitectura visigoda pueden fijarse de este modo para las iglesias propiamente dichas:
- Plano de basílica latina, con tres naves y un ábside cuadrado (a veces, en herradura) en el cual se elevaba el altar único.
- Columnas exentas y monolíticas para dividir las naves y, alguna vez, para lo mismo, pilastras sencillas.
- Capiteles de orden corintio o compuesto degenerados y con escultura de poco relieve.
- Arcos de herradura y también de medio punto y peraltados.
- Techumbre de madera en las naves y de bóveda de cañón o de cuarto de esfera en los ábsides.
- Muros de piedra, sin combinación de ladrillo y con aparejo de hiladas irregulares.
- No se usan contrafuertes y el contrarresto se logra con el espesor de los muros.
- Las ventanas suelen ser bíforas con celosías de piedra calada.
- La ornamentación sigue las formas bizantinas de estrella, cruces (a veces, con el alfa y el omega), florones y varios motivos geométricos.
- Los muros se decoran con pinturas o con revestimientos de mármoles y los pavimentos con mosaico, hoy desaparecidos.

Había también iglesias que imitaban el tipo bizantino acaso destinadas a servir de baptisterios. Dicho tipo se manifiesta en la planta de cruz griega o cuadrada y dividida en tramos sobre cuyo centro se alzaba una cúpula o por lo menos una bóveda vaída. Y no faltaban humildes oratorios y memorias de mártires (martyrium como las llama San Isidoro) de sencilla planta rectangular y de pequeñas dimensiones con ábside o sin él y con más o menos ornamentación que las denuncia como de esta época.

### El arco de herradura
El arco de herradura usado por los visigodos se distingue del típico de la arquitectura hispanomusulmana  en su arranque, en su amplitud, en su altura relativa y en su despiezo. El visigodo arranca directamente del ábaco del capitel y es algo más ancho que el intercolumnio por él cubierto; su peralte (porción que media entre el arranque y la línea horizontal que pasa por el centro) equivale a un tercio del radio o poco más y su despiezo es comúnmente horizontal en el peralte y radial desde la terminación de este y alguna vez radial en todo. Su curvatura no es sencillamente ultrasemicircular sino que desde la línea horizontal del centro desciende la curva obedeciendo a otro centro más lejano o formada al tanteo. En cambio, el arco musulmán de herradura se apoya en zapatas salientes sobre el capitel, ofrece igual amplitud que el vano por él cubierto, tiene un peralte cada vez mayor (en el siglo IV, de medio radio y desde el siglo XIII se convierte en arco en ojiva túmida, resultando el peralte muy elevado) su despiezo es horizontal hasta más arriba de la línea del centro por lo menos desde siglo IX y su curvatura es simplemente ultrasemicircular.

## Principales monumentos

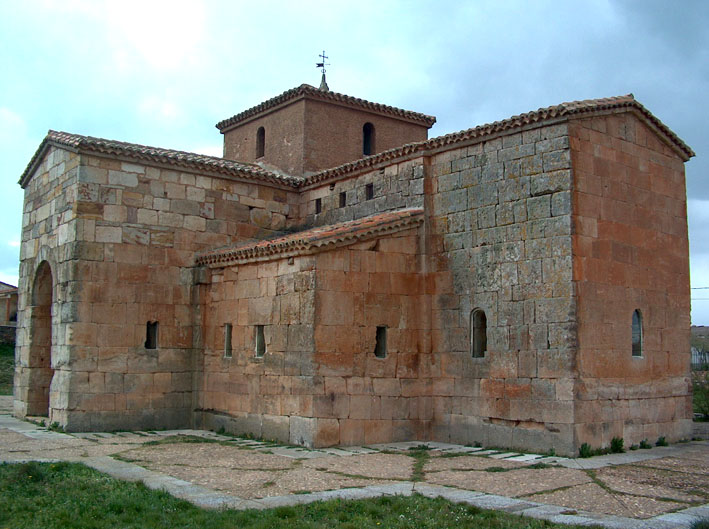
Iglesia de San Pedro de la Nave, situada en la localidad de El Campillo, término municipal de San Pedro de la Nave-Almendra, en la provincia de Zamora (España).

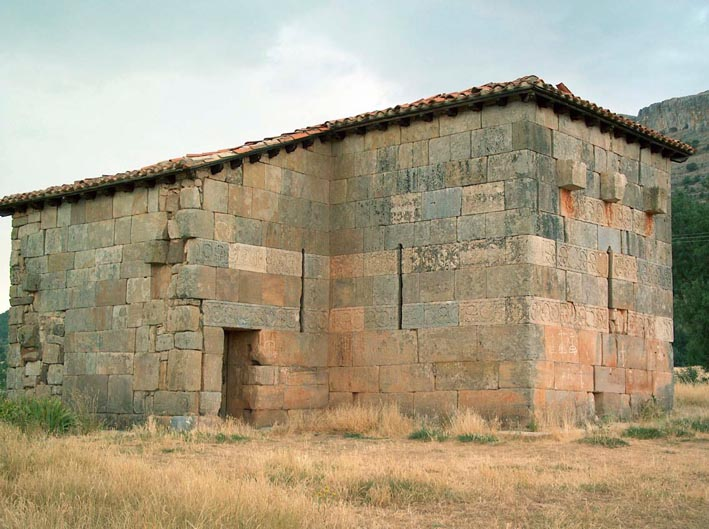
Ermita de Santa María de Quintanilla de las Viñas, en el antiguo alfoz de Lara de la provincia de Burgos (España).

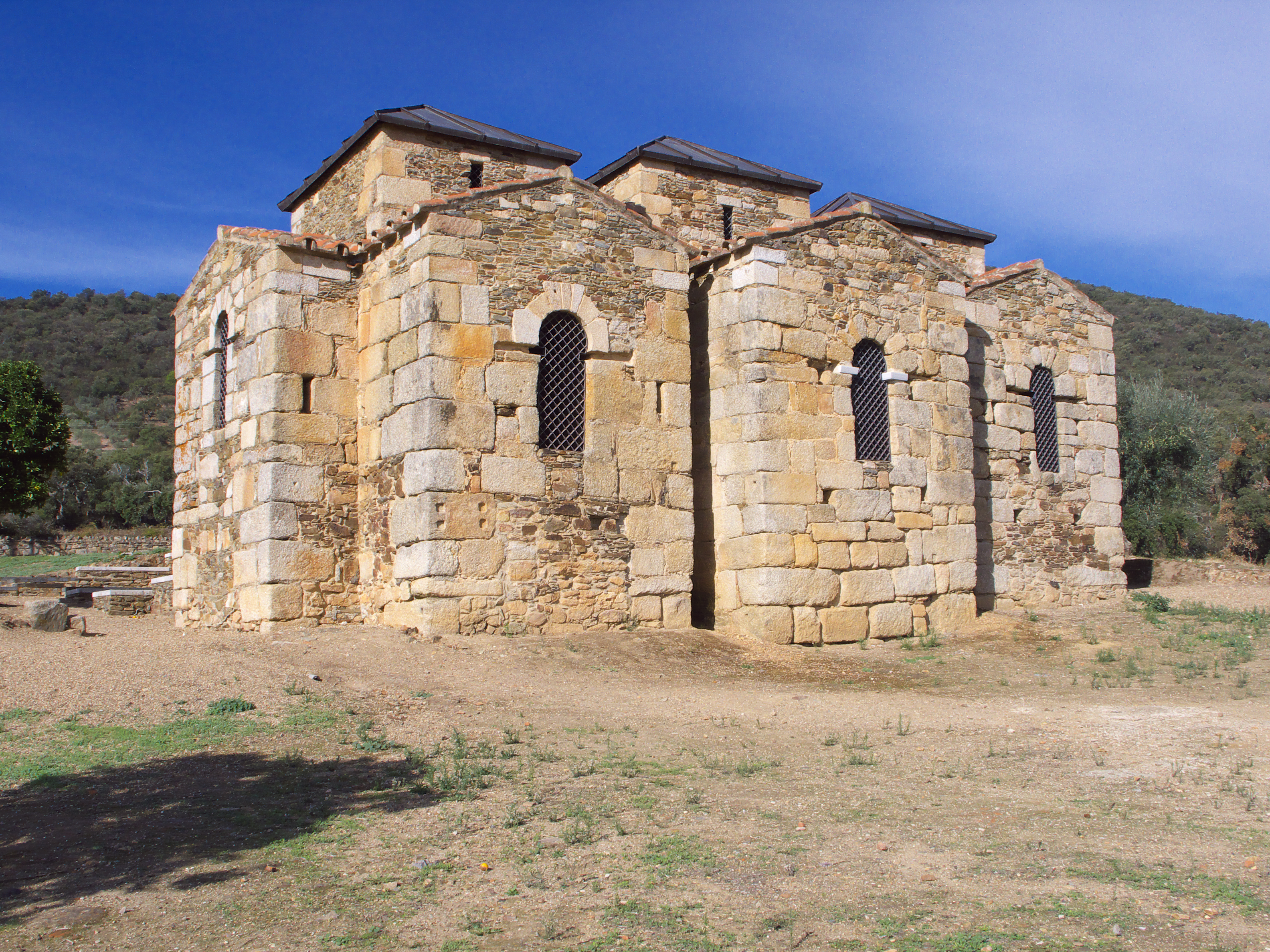
Iglesia de Santa Lucía del Trampal, situada en el municipio de Alcuéscar, en la provincia de Cáceres (España).

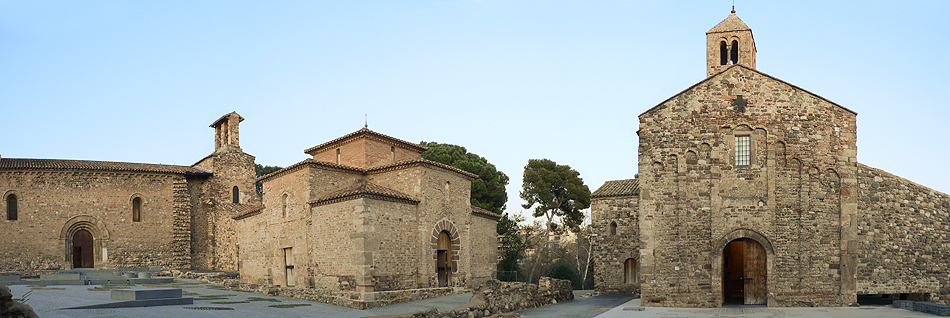
Conjunto monumental de las iglesias de San Pedro de Tarrasa

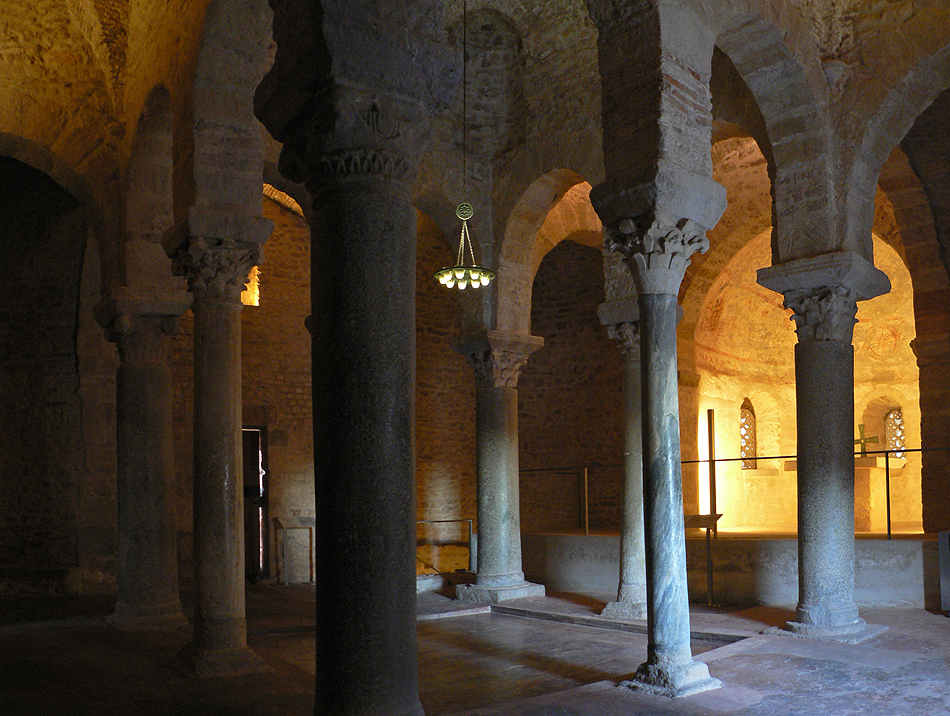
Interior de la iglesia de San Miguel, en el Conjunto monumental de las iglesias de San Pedro de Tarrasa

Los monumentos de arquitectura que hoy se consideran como visigodos en nuestra península aunque hayan sufrido posteriores y variadas restauraciones o solo se conserven ruinas de ellos, se reducen a los siguientes:
- La ermita de Santa María, situada en la localidad burgalesa de Quintanilla de las Viñas.
- La iglesia de San Juan, en Baños de Cerrato (Palencia) de tipo basilical latino.
- Las iglesias de San Martín y de Santa Comba de Bande, ambas de Orense y de tipo más o menos bizantino en forma de cruz griega.
- La iglesia de San Pedro de la Nave (Zamora), como participando de uno y otro tipo.
- La capilla de San Fructuoso de Montelius en Braga, Portugal.
- La iglesia de Santa Lucía del Trampal en Alcuéscar, Cáceres.
- La Iglesia de Santa María de Melque de San Martín de Montalbán (Toledo).

Todas estas iglesias son del siglo VII aunque las de San Martín y San Pedro podrían ser de principios del siglo VIII.
También se adjudican en su origen a la misma época (del siglo VI al VII) las tres iglesias del conjunto monumental de Tarrasa, un conjunto monumental único en Europa, a saber:
- Santa María era en época visigoda el templo principal. Durante este periodo tuvo la categoría de sede episcopal de Egara (lo que hoy llamaríamos "catedral"). El edificio original, de forma basilical, era mucho mayor que el actual, conservando apenas el ábside de la cabecera en herradura. El resto del edificio actual es románico con planta de cruz latina.
- San Pedro, que como hoy, debía ejercer funciones de parroquia, no conserva en su edificio actual ningún vestigio del edificio original.
- San Miguel debió ser un templo funerario, aunque Puig i Cadafalch lo catalogase erróneamente como baptisterio. Conserva su planta original cuadrada, dividida en nueve compartimentos, un ábside de herradura, arcos peraltados, cúpula central (que antes debió ser vaída), apoyada sobre ocho columnas con sus capiteles visigodos. Consta de bóveda de concha en los cuatro ángulos de la iglesia y una cripta con ábside en herradura compuesto de tres lóbulos semicirculares como el de la iglesia de San Pedro.

Las tres fueron restauradas en los siglos IX, XI y XII, a principios del siglo XX (Puig i Cadafalch) y entre los años 1998 y 2009 y 2013. El conjunto está en la lista de candidatos a ser Patrimonio de la Humanidad de la UNESCO.
Como ejemplares de pequeños oratorios se citan:
- La cripta de San Antolín (que es una parte de la cripta de la catedral de Palencia).
- La ermita de los Santos Justo y Pastor, cerca de Medina Sidonia (Cádiz).
- Una capilla en la pequeña iglesia románica de San Miguel in Excelsis (Navarra).
- Los cimientos de las basílicas de:
  - Burguillos (Cáceres).
  - Vega del Mar (Marbella).
  - Palma de Mallorca.
  - Guarrazar (Toledo).
  - Segóbriga (en Saelices, Cuenca) en donde se descubrió la planta del ábside en herradura.
  - Los de las basílicas de origen griego en la costa levantina como la de Elche y quizás la de Játiva de la cual se conservan restos en el interior de la de San Félix.

Hay también otras reliquias de arquitectura visigoda diseminadas en varias poblaciones de España como las de:
- Mérida (capiteles en la iglesia de Santa Eulalia y otros restos en el Museo).
- Toledo (capiteles en las iglesias de San Román, Santa Eulalia, San Sebastián y Cristo de la Luz).
- Córdoba en la que se pueden ver fustes y capiteles visigodos en la antigua mezquita mayor o aljama (siglo VIII) aprovechados por los musulmanes de las basílicas por ellos destruidas.
- Cripta arqueológica de la cárcel de San Vicente de Valencia.[5]
- Basílica visigoda de Santa María de Ibahernando.